# Biến đổi Alpha-beta
Trong kỹ thuật điện, Biến đổi alpha-beta ({\displaystyle \alpha \beta \gamma })  (cũng được biết như Biến đổi Clarke) là một phép biến đổi toán học để đơn giản hóa việc phân tích mạch điện 3 pha. Về khái niệm tương tự như biến đổi dqo. Một ứng dụng rất hữu ích của biến đổi {\displaystyle \alpha \beta \gamma } là tạo ra các tín hiệu tham chiếu dùng để điều chế vector không gian của Biến tần 3 pha.

## Định nghĩa
Biến đổi {\displaystyle \alpha \beta \gamma } được áp dụng cho dòng điện 3 pha, sử dụng bởi Edith Clarke 
{\displaystyle i_{\alpha \beta \gamma }(t)=Ti_{abc}(t)={\frac {2}{3}}{\begin{bmatrix}1&-{\frac {1}{2}}&-{\frac {1}{2}}\\0&{\frac {\sqrt {3}}{2}}&-{\frac {\sqrt {3}}{2}}\\{\frac {1}{2}}&{\frac {1}{2}}&{\frac {1}{2}}\\\end{bmatrix}}{\begin{bmatrix}i_{a}(t)\\i_{b}(t)\\i_{c}(t)\end{bmatrix}}}
Với {\displaystyle i_{abc}(t)} là dòng điện xoay chiều 3 pha và {\displaystyle i_{\alpha \beta \gamma }(t)} là dòng điện tương ứng qua phép biến đổi ma trận {\displaystyle T}.
Biến đổi nghịch đảo:
{\displaystyle i_{abc}(t)=T^{-1}i_{\alpha \beta \gamma }(t)={\begin{bmatrix}1&0&1\\-{\frac {1}{2}}&{\frac {\sqrt {3}}{2}}&1\\-{\frac {1}{2}}&-{\frac {\sqrt {3}}{2}}&1\end{bmatrix}}{\begin{bmatrix}i_{\alpha }(t)\\i_{\beta }(t)\\i_{\gamma }(t)\end{bmatrix}}.}
Trên đây là biên đổi Clarke bảo toàn biên độ của các biến đã được sử dụng. thật ra, hãy xem xét nguồn điện 3 pha đối xứng, có hướng và dòng như sau:
{\displaystyle {\begin{aligned}i_{a}(t)=&{\sqrt {2}}I\cos \theta (t),\\i_{b}(t)=&{\sqrt {2}}I\cos \left(\theta (t)-{\frac {2}{3}}\pi \right),\\i_{c}(t)=&{\sqrt {2}}I\cos \left(\theta (t)+{\frac {2}{3}}\pi \right),\end{aligned}}}
với {\displaystyle I} là Giá trị hiệu dụng của {\displaystyle i_{a}(t)}, {\displaystyle i_{b}(t)}, {\displaystyle i_{c}(t)} và {\displaystyle \theta (t)} là góc biến thiên theo thới gian có thể quy ước {\displaystyle \omega t} không bị tổn hao năng lượng. Sau đó, bằng cách sử dụng phép biến đổi {\displaystyle T} ta có được kết quả sau
{\displaystyle {\begin{aligned}i_{\alpha }=&{\sqrt {2}}I\cos \theta (t),\\i_{\beta }=&{\sqrt {2}}I\sin \theta (t),\\i_{\gamma }=&0,\end{aligned}}}
ở phương trình cuối chứa những gì chúng ta đã xem xét các dòng điện đã cân bằng. như những gì đã ghi ở phía trên, Biên độ của dòng điện 3 pha trong hệ tham chiếu {\displaystyle \alpha \beta \gamma } hoàn toàn giống với dòng điện ba 3 ở hệ tham chiếu tiêu chuẩn.

### Chuyển đổi công suất
Công suất thuần và công suất phản kháng được tính toán trong miền Clark với phép biến đổi bên trên cho kết quả không giống với hệ tham chiếu tiêu chuẩn. Điều này xảy ra vì ma trận {\displaystyle T} không phải là ma trận đồng nhất. Để bảo toàn công suất thuần và công suất phản kháng ta có:
{\displaystyle i_{\alpha \beta \gamma }(t)=Ti_{abc}(t)={\sqrt {\frac {2}{3}}}{\begin{bmatrix}1&-{\frac {1}{2}}&-{\frac {1}{2}}\\0&{\frac {\sqrt {3}}{2}}&-{\frac {\sqrt {3}}{2}}\\{\frac {1}{\sqrt {2}}}&{\frac {1}{\sqrt {2}}}&{\frac {1}{\sqrt {2}}}\\\end{bmatrix}}{\begin{bmatrix}i_{a}(t)\\i_{b}(t)\\i_{c}(t)\end{bmatrix}},}
Ta có ma trận động nhất, khi chúng ta nghịch đảo ma trận đồng nhất thì vẫn là nó.
Trong trường hợp này,biên độ của dòng biến đổi lại không giống với dòng trong tham chiếu tiêu chuẩn, ta có phương trình chuyển đổi sau:
{\displaystyle {\begin{aligned}i_{\alpha }=&{\sqrt {3}}I\cos \theta (t),\\i_{\beta }=&{\sqrt {3}}I\sin \theta (t),\\i_{\gamma }=&0.\end{aligned}}}
Cuối cùng,nghịch đảo của biến đổi trong trường hợp này là
{\displaystyle i_{abc}(t)={\sqrt {\frac {2}{3}}}{\begin{bmatrix}1&0&{\frac {\sqrt {2}}{2}}\\-{\frac {1}{2}}&{\frac {\sqrt {3}}{2}}&{\frac {\sqrt {2}}{2}}\\-{\frac {1}{2}}&-{\frac {\sqrt {3}}{2}}&{\frac {\sqrt {2}}{2}}\\\end{bmatrix}}{\begin{bmatrix}i_{\alpha }(t)\\i_{\beta }(t)\\i_{\gamma }(t)\end{bmatrix}}.}

### Phép biến đổi giản thể
xét một hệ thống cân bằng {\displaystyle i_{a}(t)+i_{b}(t)+i_{c}(t)=0} với  {\displaystyle i_{\gamma }(t)=0} ta được hệ biến đổi đơn giản
{\displaystyle i_{\alpha \beta }(t)={\frac {2}{3}}{\begin{bmatrix}1&-{\frac {1}{2}}&-{\frac {1}{2}}\\0&{\frac {\sqrt {3}}{2}}&-{\frac {\sqrt {3}}{2}}\end{bmatrix}}{\begin{bmatrix}i_{a}(t)\\i_{b}(t)\\i_{c}(t)\end{bmatrix}}}
Bản gốc biến đổi đơn giản của Clarke với phương trình thứ 3 bị loại bỏ
{\displaystyle i_{abc}(t)={\frac {3}{2}}{\begin{bmatrix}{\frac {2}{3}}&0\\-{\frac {1}{3}}&{\frac {\sqrt {3}}{3}}\\-{\frac {1}{3}}&-{\frac {\sqrt {3}}{3}}\end{bmatrix}}{\begin{bmatrix}i_{\alpha }(t)\\i_{\beta }(t)\end{bmatrix}}.}

## Biểu diễn trên Hình Học

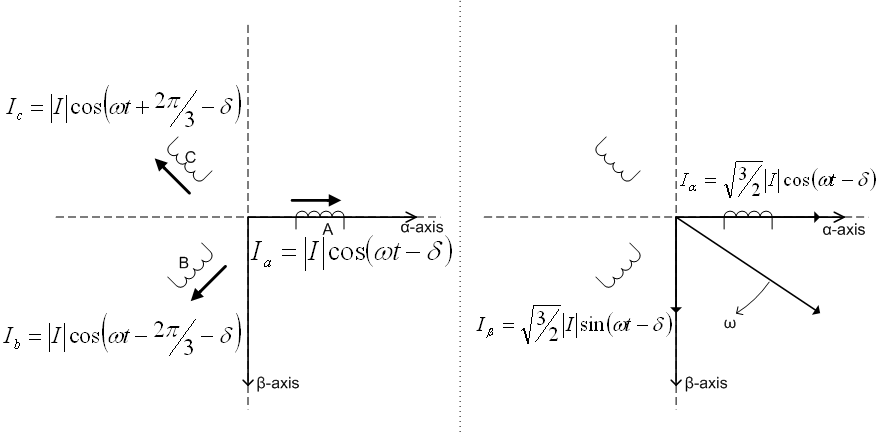
hình trên là phép biến đổi áp dụng cho dòng điện 3 pha đối xứng cân đối hơn dòng chảy qua ba windings đều bị chia lìa bởi 120 vật lý độ. Dòng điện 3 pha chảy xuôi rồi họ tương ứng với giai đoạn voltages bởi. Cái - trục là được xuất hiện với những trục liên minh với giai đoạn. Hiện tại toạ độ quay với vận tốc cực đại. Không có thành phần từ những dòng chảy xuôi là được giữ cân bằng.

Biến đổi {\displaystyle \alpha \beta \gamma } coi như là hình chiếu của điện 3 pha (điện áp hoặc dòng điện) lên hai trục: alpha và beta.

### Phép biến đổidqo{\displaystyle dqo}
Phép biến đổi {\displaystyle dqo} có nội dung tương tự như phép biến đổi {\displaystyle \alpha \beta \gamma }. Trong khi đó, Biến đổi dqo biến là hình chiếu của các pha lên hệ quy chiếu 2 trục quay, Còn biến đổi {\displaystyle \alpha \beta \gamma } có thể coi như hình chiếu của các pha lên hệ quy chiếu 2 trục tĩnh.